# Robert van Ooyen
Robert Christian van Ooyen (* 24. November 1960 in Duisburg) ist ein deutscher Staatswissenschaftler und politischer Philosoph. Er ist Mitherausgeber des Jahrbuchs Öffentliche Sicherheit.

## Leben
Van Ooyen studierte Politikwissenschaft, Philosophie und Öffentliches Recht an den Universitäten in Wien, Duisburg, Bonn und Basel. 1987 legte er das Diplom mit einer Arbeit beim politischen Philosophen und Begründer der Religionspolitologie Claus-Ekkehard Bärsch ab und 1988/89 war er Postgraduate des Europarats am Institut für internationales Recht der Universität Basel bei Luzius Wildhaber, dem Präsidenten des Europäischen Gerichtshofs für Menschenrechte. 1991 wurde er bei Hans-Peter Schwarz an der Rheinischen Friedrich-Wilhelms-Universität Bonn mit der Dissertation Die schweizerische Neutralität in bewaffneten Konflikten nach 1945 zum Dr. phil. promoviert.
Von 1992 bis 1995 lehrte er Politik und Staatsrecht an der Hochschule des Bundes für öffentliche Verwaltung in Köln und Brühl. Von 1998 bis 2001 war er Vertretungsprofessor für Politikwissenschaft an der Gerhard-Mercator-Universität Duisburg. Seit 2001 lehrt er an der Hochschule des Bundes für öffentliche Verwaltung, Fachbereich Bundespolizei in Lübeck, jetzt als Professor (W 3) für Staats- und Gesellschaftswissenschaften. Von 2006 bis 2017 war er zudem regelmäßig Lehrbeauftragter am Otto-Suhr-Institut der FU Berlin und am Institut für Politikwissenschaft der TU Dresden. Seit 2017 ist er Honorarprofessor für Politikwissenschaft an der TU Dresden und dort insbesondere im Masterstudiengang „Politik und Verfassung“ tätig.
Seine Forschungsschwerpunkte sind Staatstheorie, Verfassungspolitologie, Politik/Recht und Öffentliche Sicherheit. Er ist Mitherausgeber des Jahrbuchs Öffentliche Sicherheit. Seit 2011 gehört er dem Internationalen wissenschaftlichen Beirat der Zeitschrift Beiträge zur Rechtsgeschichte Österreichs an; seit 2014 ist er zudem Redakteur der Zeitschrift Recht und Politik. Er ist Autor zahlreicher Bücher und Fachaufsätze, erschienen u. a. in der Zeitschrift für Politik, der Zeitschrift für Politikwissenschaft, in Der Staat, in Aus Politik und Zeitgeschichte, im Journal der Juristischen Zeitgeschichte und in Polizei & Wissenschaft.

## Schriften
- Die schweizerische Neutralität in bewaffneten Konflikten nach 1945 (= Europäische Hochschulschriften. Reihe 31: Politik. Band 203). Lang, Frankfurt am Main u. a. 1992, ISBN 3-631-45207-1.
- mit Heribert Schatz und Sascha Werthes: Wettbewerbsföderalismus. Aufstieg und Fall eines politischen Streitbegriffes. Nomos, Baden-Baden 2000, ISBN 3-7890-6754-7.
- Der Staat der Moderne. Hans Kelsens Pluralismustheorie (= Beiträge zur politischen Wissenschaft. Band 125). Duncker & Humblot, Berlin 2003 (2. Aufl., 2020), ISBN 3-428-10934-1.
- Der Begriff des Politischen des Bundesverfassungsgerichts (= Beiträge zur politischen Wissenschaft. Band 136). Duncker & Humblot, Berlin 2005, ISBN 3-428-11635-6.
- Politik und Verfassung. Beiträge zu einer politikwissenschaftlichen Verfassungslehre. VS Verlag für Sozialwissenschaften, Wiesbaden 2006, ISBN 3-531-15075-8.
- Die Staatstheorie des Bundesverfassungsgerichts und Europa. Nomos, Baden-Baden 2006 (9. Aufl., 2022), ISBN 3-8329-2068-4.
- Politische Bedingungen internationaler Strafgerichtshöfe. Einführung mit Rechtsquellen und Bibliographie (= Die blaue Reihe: Internationale Politik, Völkerrecht). Verlag für Polizeiwissenschaft, Frankfurt am Main 2007, ISBN 978-3-86676-017-2.
- als Hrsg.: Verfassungsrealismus. Das Staatsverständnis von Karl Loewenstein (= Staatsverständnisse. Band 17). Nomos, Baden-Baden 2007, ISBN 978-3-8329-3055-4.
- Öffentliche Sicherheit und Freiheit. Politikwissenschaftliche Studien zu Staat, Polizei und wehrhafter Demokratie. Nomos, Baden-Baden 2007 (3. Aufl., 2020), ISBN 978-3-8329-2669-4.
- als Hrsg.: Hans Kelsen: Wer soll Hüter der Verfassung sein? Abhandlungen zur Theorie der Verfassungsgerichtsbarkeit in der pluralistischen, parlamentarischen Demokratie. Mohr Siebeck, Tübingen 2008 (2. Aufl. 2019), ISBN 978-3-16-149740-7.
- mit Martin H. W. Möllers (Hrsg.): (Doppel-)Staat und Gruppeninteressen. Pluralismus – Parlamentarismus – Schmitt-Kritik bei Ernst Fraenkel (= Staatsverständnisse. Band 26). Nomos, Baden-Baden 2009, ISBN 978-3-8329-4669-2.
- Hans Kelsen und die offene Gesellschaft. VS Verlag, Wiesbaden 2010 (2. Aufl. 2017), ISBN 978-3-531-17423-5.
- mit Frank Schale (Hrsg.): Kritische Verfassungspolitologie. Das Staatverständnis von Otto Kirchheimer (=  Staatsverständnisse. Band 37). Nomos, Baden-Baden 2011, ISBN 978-3-8329-5404-8.
- Rezensierte Verfassungspolitologie. Verlag für Verwaltungswissenschaft, Frankfurt am Main 2012, ISBN 978-3-942731-13-3.
- mit Martin H. W. Möllers (Hrsg.): Der Bundespräsident im politischen System. Springer VS, Wiesbaden 2012, ISBN 978-3-531-17730-4.
- mit Martin H. W. Möllers: Lübecker Expertengespräche zu Staat und Sicherheit in Theorie und Praxis. Publius d'Allemagne/Glaukon Rien zu Pupendorff. Verlag für Polizeiwissenschaft, Frankfurt am Main 2012, ISBN 978-3-86676-278-7.
- mit Martin H. W. Möllers (Hrsg.): Handbuch Bundesverfassungsgericht im politischen System. Springer VS, 2. Aufl., Wiesbaden 2015, ISBN 978-3-658-05702-2.
- Internationale Strafgerichtsbarkeit, Völkerstrafrecht und Politische Justiz (= Berliner Schriften zur Rechts- und Verfassungspolitologie. Band 1). Verlag für Verwaltungswissenschaft, Frankfurt am Main 2014, ISBN 978-3-942731-36-2.
- Das Bundesverfassungsgericht und der Einsatz der Bundeswehr (= Berliner Schriften zur Rechts- und Verfassungspolitologie. Band 2). Verlag für Verwaltungswissenschaft, Frankfurt am Main 2014 (3. Aufl. 2020), ISBN 978-3-942731-37-9.
- Rechts- und Verfassungspolitologie bei Ernst Fraenkel und Otto Kirchheimer. Kritik und Rezeption des Rechtspositivismus von Hans Kelsen und der politischen „Freund-Feind-Theologie“ von Carl Schmitt (= Berliner Schriften zur Rechts- und Verfassungspolitologie. Band 3). Verlag für Verwaltungswissenschaft, Frankfurt am Main 2014, ISBN 978-3-942731-38-6.
- Integration. Die antidemokratische Staatstheorie von Rudolf Smend im politischen System der Bundesrepublik. Springer VS, Wiesbaden 2014, ISBN 978-3-658-03661-4.Online
- Bundesverfassungsgericht und politische Theorie. Ein Forschungsansatz zur Politologie der Verfassungsgerichtsbarkeit. Springer VS, Wiesbaden 2015, ISBN 978-3-658-07947-5.
- mit Martin H. W. Möllers: NSU-Terrorismus. Ergebnisse der parlamentarischen Untersuchungsausschüsse und Empfehlungen für die Sicherheitsbehörden. Verlag für Polizeiwissenschaft, 2015, ISBN 978-3-86676-404-0.